# Altona (Vitória)
Altona é um subúrbio de Melbourne, Vitória, Austrália, 13 km a sudoeste do Distrito Central de Negócios de Melbourne, localizado na área do governo local da cidade de Hobsons Bay. Altona registrou uma população de 10.762 no censo de 2016.